# Giaveno
Giaveno is een gemeente in de Italiaanse provincie Turijn (regio Piëmont) en telt 15.191 inwoners (31-12-2004). De oppervlakte bedraagt 72,0 km², de bevolkingsdichtheid is 211 inwoners per km².
De volgende frazioni maken deel uit van de gemeente: Alpe Colombino, Buffa, Chiarmetta, Colpastore, Dalmassi, Maddalena, Mollar dei Franchi, Pontepietra, Provonda, Ruata Sangone, Sala, Selvaggio en Villa.

## Demografie
Giaveno telt ongeveer 6485 huishoudens. Het aantal inwoners steeg in de periode 1991-2001 met 13,1% volgens cijfers uit de tienjaarlijkse volkstellingen van ISTAT.
| Jaar | Inwoneraantal |
| ---- | ------------- |
| 1991 | 12.864        |
| 2001 | 14.554        |
| 2023 | 16.223        |

## Geografie
De gemeente ligt op ongeveer 506 m boven zeeniveau.
Giaveno grenst aan de volgende gemeenten: Avigliana, Valgioie, Coazze, Trana, Perosa Argentina, Cumiana en Pinasca.

## Galerij

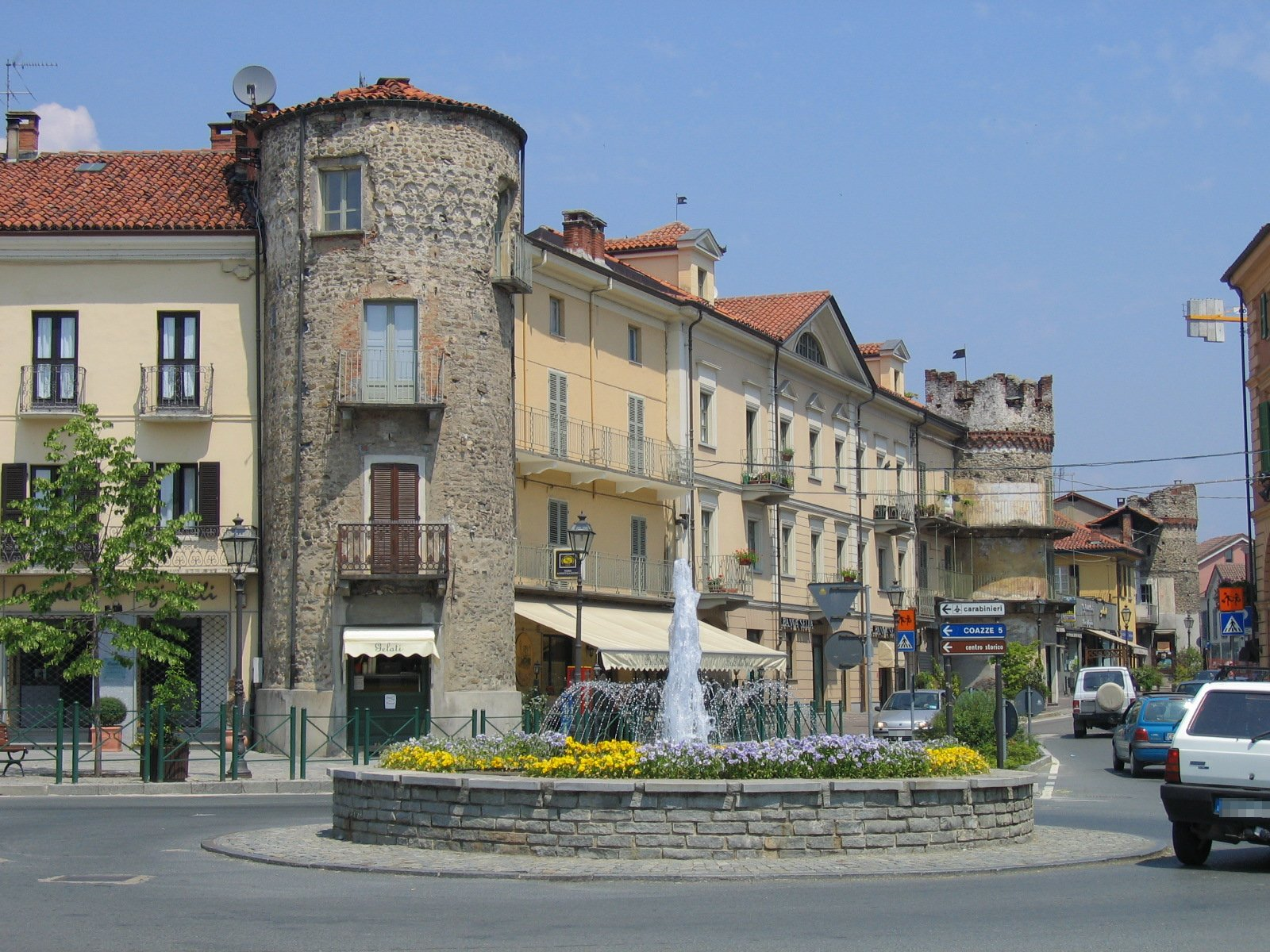
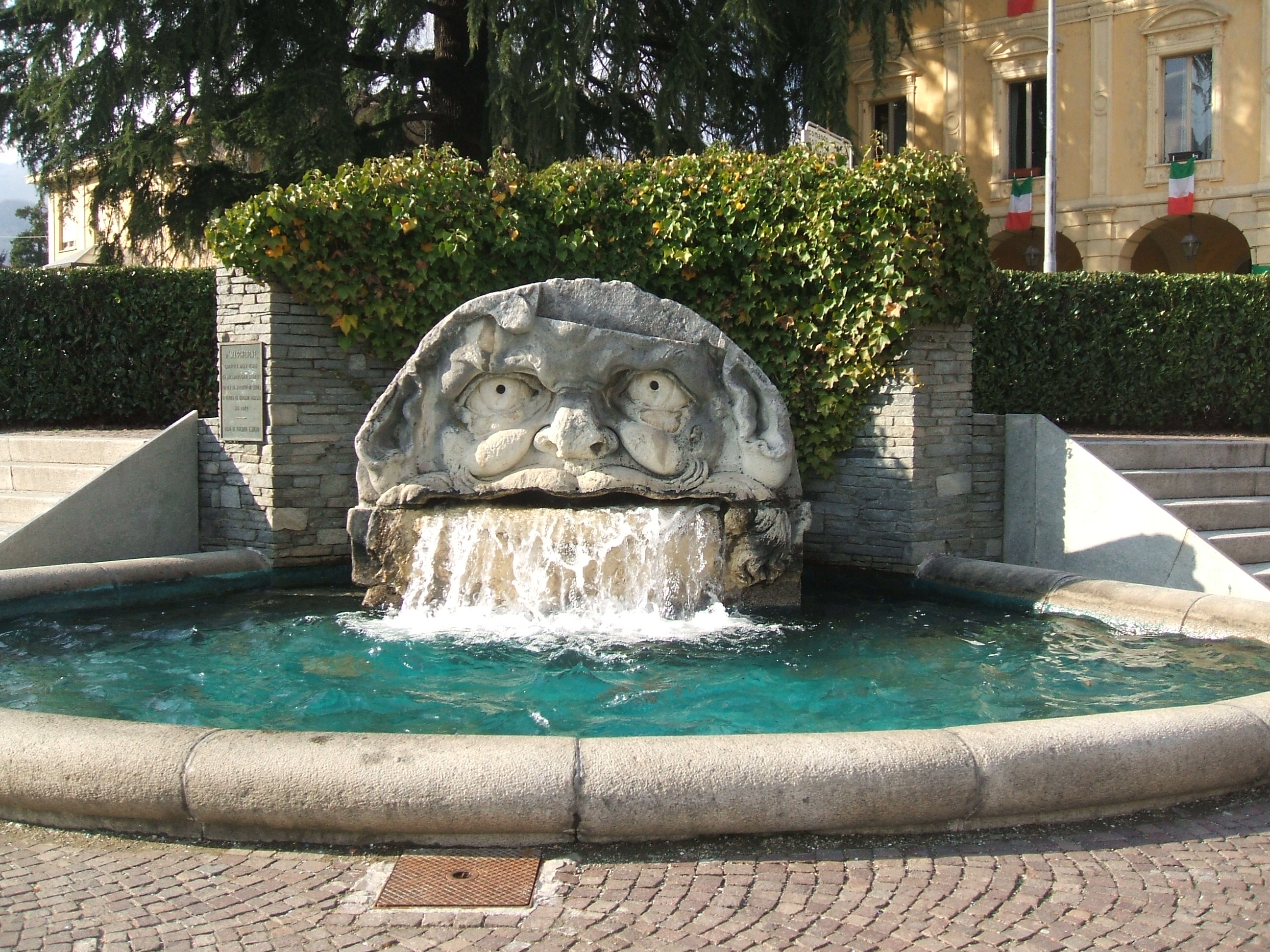
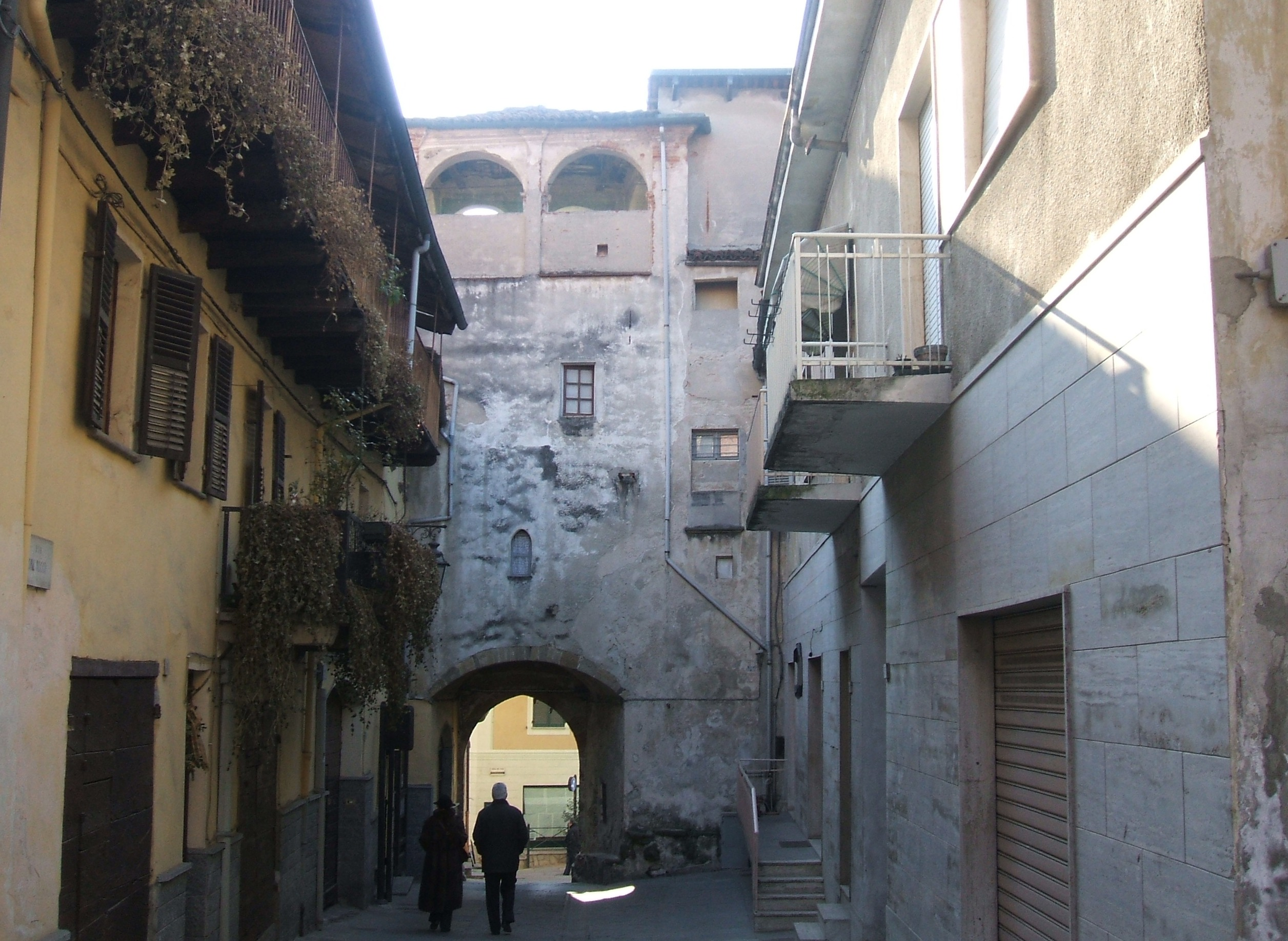